# 小林秀雄 (緑地社社長)
小林 秀雄（こばやし ひでお、1918年 - 1985年9月28日）は、出版社緑地社の創業者。
千葉県生まれ。大阪の出版社・創元社の編集者であったが、1954年小出版社の緑地社を創業、社長を務める。文学、芸術、民俗などの書籍を刊行。
1826年（文政9年）、探検家・近藤重蔵の息子、近藤富蔵は、地所争いから隣家の百姓一家7人を惨殺し、八丈島へ流刑になった。そこでの見聞・調査を『八丈実記』として記録しておいたが、緑地社ではこれを1964年から76年までかかって全7巻で刊行し、地誌の重要な記録として現在も販売されている。小林はこの業績により、1973年、菊池寛賞を受賞した。
しかし、菊池寛賞が文学系の賞であることもあって、同姓同名の批評家（小林秀雄 (批評家)参照）と混同されることも多い。小林は間違われるのを気にして「林秀雄」などと名乗っていた。